# 三英戰呂布

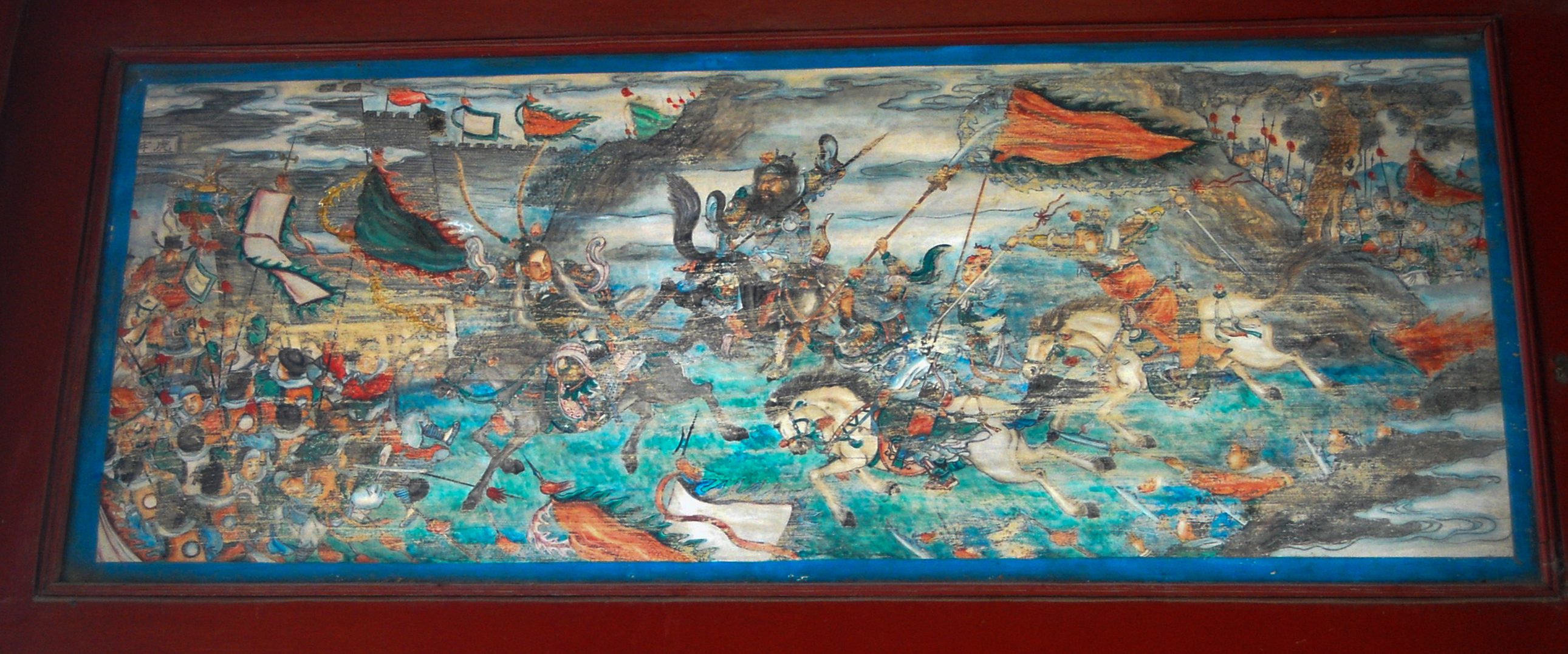
颐和园长廊彩绘：三英战吕布

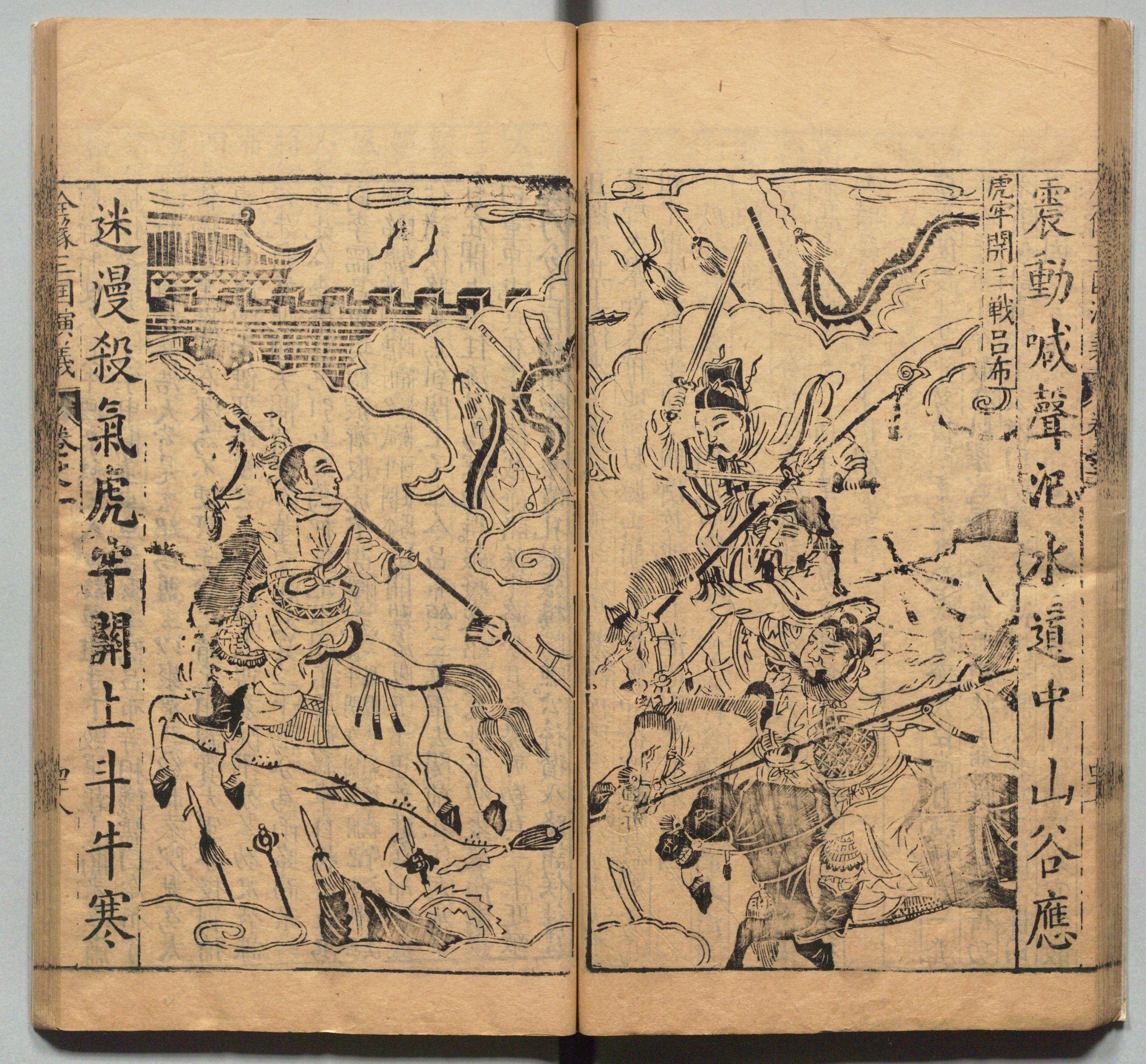
周曰校插图版《三国志通俗演义》中的三英战吕布

三英戰呂布，是小說《三國演義》所虛構劇情之一。

## 背景
此詞彙出現於《三國演義》第五回「發矯詔諸鎮應曹公 破關兵三英戰呂布」。背景是東漢末年，當時丞相董卓把持朝政，引致各地郡守、州牧和義士不滿。其中有一個漢官曹操，刺殺董卓不成，於是逃亡至陳留，並發矯詔給各地州牧，以聚集士兵共討董卓。

## 事件開頭
董卓得知後，派大將華雄出戰汜水關，討董卓盟盟主袁紹指派孫堅作先鋒，而袁術作糧草供應。濟北相鮑信恐怕孫堅立取大功，連派其弟鮑忠抄小路偷襲華雄，華雄引五百鐵騎應戰，鮑忠不足一個回合戰死。而孫堅初戰華雄，大敗董卓軍。入夜後，華雄領兵夜襲，孫堅敗退，唯孫堅部隊祖茂引開華雄，方可保命。
袁紹再派大將俞涉、潘鳳應戰華雄，但全部不足三個回合戰死。關羽則毛遂自薦，說：「小將軍願往斬華雄頭，獻於帳下！」袁術反對說：「汝欺吾眾諸侯無大將耶？量一弓手，安敢亂言！與我打出！」曹操則指可以讓關羽嘗試，並賜關羽一杯酒，關羽要斬完華雄再飲。結果關羽一刀將華雄斬下。回來時，酒還是熱的！（這亦是民間戲曲「溫酒斬華雄」等劇之來源。）

## 內容

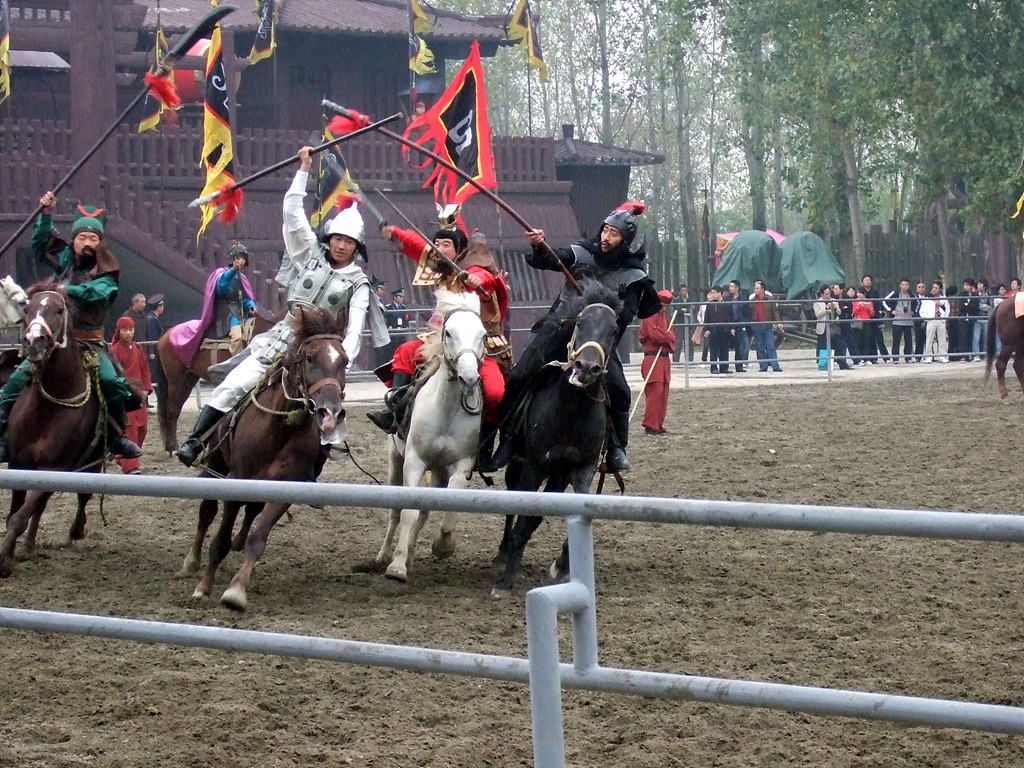
无锡影视基地里的三英战吕布表演

董卓得知華雄被斬，再派飛將軍呂布出戰。呂布一出戰，連斬大將方悅、穆順，殺傷武安國、公孫瓚。張飛見公孫瓚打不過呂布，連忙接替公孫瓚，大喊：「三姓家奴休走！燕人張飛在此！」之後連鬥五十餘回合，不分勝負。（此為毛宗崗本，有些早期版本為張飛槍法漸漸散亂，呂布越添精神。）關羽見到之後，提著82斤重的青龍偃月刀與張飛夾攻呂布，再戰多三十多回合。劉備也提著雙股劍，拍馬上前幫助張飛、關羽。
就此三個人圍住呂布不停廝殺，十八路人馬都看得呆了。不久，呂布開始感到力不从心，飛馬撤退，但三人追趕著呂布不肯捨，直至遇見董卓的兵馬才撤退。

## 史實
《三國志》有記載，斬華雄破呂布是孫堅所為，華雄是於陽人被斬殺，呂布之敗的原因是董卓派呂布與胡軫來守，呂布與胡軫不和而發生惟亂，所以胡軫被孫堅擊退，後來孫堅與董卓開戰，董卓敗走，後來孫堅再進擊去洛陽宣揚城門，擊退呂布。
自從《演義》記載了「溫酒斬華雄」及「三英戰呂布」之後，此二事便廣泛流傳至今。